# Isophya harzi
Isophya harzi là một loài côn trùng thuộc họ Tettigoniidae. Loài này chỉ có ở România.